# Moranopteris hyalina
Moranopteris hyalina är en stensöteväxtart som först beskrevs av William Ralph Maxon, och fick sitt nu gällande namn av R.Y.Hirai och J.Prado. Moranopteris hyalina ingår i släktet Moranopteris och familjen Polypodiaceae. Inga underarter finns listade.